# Pas un jour
Pas un jour est un roman d'Anne F. Garréta publié le 28 août 2002 aux éditions Grasset et ayant reçu la même année le prix Médicis.

## Résumé
Ce roman autobiographique évoque douze souvenirs de désirs éprouvés par la narratrice (en tant que sujet et/ou objet). Il a été élaboré selon des contraintes d'écriture exposées dans l'Ante Scriptum et le Post Scriptum (l'auteure est membre de l'Oulipo). 
L'adage de Zola, « nulla dies sine linea » (« pas un jour sans une ligne »), est ici repris dans la maxime qu'Anne F. Garréta fait sienne : « pas un jour sans une femme ».
Chaque souvenir de ce roman est consacré à « une femme ou autre », que la narratrice a désirée, ou qui l'a désirée. Les chapitres ont été écrits au gré de la mémoire, puis ré-ordonnancés par ordre alphabétique chiffré, correspondant aux initiales des personnes évoquées. « I », en place centrale, fait exception en décrivant le rapport de la narratrice aux voitures américaines ; « X » est une inconnue.
En décrivant le spectre du désir, en exhibant ses composantes, l'auteure le questionne, le malmène, et cherche à s'en défaire « car la vie est trop courte pour se résigner à lire des livres mal écrits et coucher avec des femmes qu'on n'aime pas ».

## Éditions
- Éditions Grasset, 2002  (ISBN 224663461X).
- Le Livre de poche, 2004